# Hermann Heller (giurista)
Hermann Heller (Teschen, 17 luglio 1891 – Madrid, 5 novembre 1933) è stato un giurista e politologo tedesco, membro dell'ala non marxista del Partito Socialdemocratico di Germania (SPD) durante la Repubblica di Weimar.
Il suo nome è legato ai tentativi di formulazione delle basi teoriche riguardanti le relazioni fra socialdemocrazia, stato e nazione.
Costretto all'esilio dall'avvento di Adolf Hitler, morì a Madrid nello stesso anno, lasciando incompiuto il suo principale lavoro, Staatslehre.
Dalla relazione con la scrittrice Elisabeth Langgässer ebbe una figlia, la giornalista Cordelia Edvardson.

## Opere
- Europa und der Fascismus, 2., veränd. Aufl., 159 S., Berlin: de Gruyter, 1931; rist. Berlin-Boston: de Gruyter, 2014.
  - traduz. italiana: L'Europa e il fascismo. Alle origini del pensiero autoritario. Introduzione e traduzione a cura di Carlo Amirante. Con una postfazione di Antonio Merlino. Foligno: Il Formichiere, 2023, ISBN 978-88-31248-54-9.
- Hegel und der nationale Machtstaatsgedanke in Deutschland. Ein Beitrag zur politischen Geistesgeschichte, VI, 210 S., Leipzig: B. G. Teubner, 1921.
- Die politischen Ideenkreise der Gegenwart, Jedermanns Bücherei: Abteilung Rechts- und Staatswissenschaft Bd. 6, 156 S., Breslau: Ferdinand Hirt, 1926.
- Rechtsstaat oder Diktatur?, Recht u. Staat in Geschichte u. Gegenwart. Bd. 68., 26 S., Tübingen: J. C. B. Mohr, 1930.
- Sozialismus und Nation, 102 S., Berlin: Arbeiterjugend.-Verlag, 1925; 2. Auflage, 105 S., Berlin: Ernst Rowohlt, 1931.
- Die Souveränität. Ein Beitrag zur Theorie des Staats- und Völkerrechts, 177 S., Berlin: de Gruyter, Berlin 1927.
- Staatslehre, XVI, 298 S., Leiden: Sijthoff, 1934 (6., bearbeitete Auflage, Tübingen 1983: ISBN 3-16-644693-1)